# Elezioni regionali in Italia del 1949
Le elezioni regionali italiane del 1949 coinvolsero le due nuove regioni autonome appena costituite. 
Pochi mesi prima, nel tardo autunno 1948, era stata attivata la Regione Trentino-Alto Adige. In Valdaosta il meccanismo elettorale replicò peraltro quello delle elezioni provinciali prefasciste, col sistema maggioritario.
Riguardando solo regioni speciali, con minoranze etniche, queste elezioni ebbero valenza strettamente locale. Tutte le quattro regioni autonome previste dalla Costituzione furono così attivate.

## Elenco
- Elezioni regionali in Valle d'Aosta del 1949, 24 aprile
- Elezioni regionali in Sardegna del 1949, 8 maggio